# Lutherse Wereldfederatie
De Lutherse Wereldfederatie (LWF) (Engels: The Lutheran World Federation) is een internationale vereniging van lutherse kerken. Ze werd in 1947 opgericht in de Zweedse stad Lund en was de opvolger van de Lutherse Wereldconventie. In 2022 waren 149 kerken uit 99 landen, die ruim 77 miljoen gelovigen vertegenwoordigen, lid van de federatie. Het internationale secretariaat van de federatie bevindt zich in Genève. 
Op 31 oktober 1999 ondertekenden de Lutherse Wereldfederatie en de Rooms-Katholieke Kerk in Augsburg (Duitsland), na een langdurige oecumenische dialoog, een gezamenlijke verklaring over de leer van de rechtvaardiging door het geloof. De verklaring was een poging om de theologische kloof tussen beide christelijke kerken te verkleinen. 

## Leden

In blauw de landen waar lutherse kerken zijn (2013)

In 2020 waren 148 kerken lid, waaronder de Protestantse Kerk in Nederland en de Evangelisch Lutherse Kerk in Suriname.

## Voorzitters van de federatie
- 1947–1952 Anders Nygren (Zweden) (1890–1978)
- 1952–1957 Hanns Lilje (Duitsland) (1899–1977)
- 1957–1963 Franklin Clark Fry (VS) (1900–1968)
- 1963–1970 Fredrik A. Schiotz (VS) (1901–1989)
- 1970–1977 Mikko E. Juva (Finland) (1918–2004)
- 1977–1984 Josiah M. Kibira (Tanzania) (1925–1988)
- 1984–1987 Zoltán Káldy (Hongarije) (1919–1987)
- 1987–1990 Johannes Hanselmann (Duitsland) (1927–1999)
- 1990–1997 Gottfried Brakemeier (Brazilië)
- 1997–2003 Christian Krause (Duitsland)
- 2003–2010 Mark Hanson (VS)
- 2010–2017 Munib Younan (Palestina)[3]
- 2017-2023 Musa Panti Filibus (Nigeria)
- 2023-heden Henrik Stubkjær (Denemarken)